# 云桂桥
云桂桥俗称小港桥、又称尚书桥，是廣州市的一座古桥梁，其位于海珠区前进路146号的晓港公园内，始建于明朝。造型简朴典雅，为广州留存最古老、保护最完好的石桥之一，1993年8月9日被公布为广州市文物保护单位。

## 歷史
明朝萬曆十年（1582年），禮部尚書何維柏改木橋成石橋
，为跨越小港涌的南北通道。何時在橋附近的廣州河南天山草堂講學，從學者半數中舉人，10余人中進士。鄉人為紀念何功，特定在小港橋頭建一座石牌坊，上刻雲桂發祥。
清中葉，此處及以西一帶遍植梅樹、桃樹、柳樹，有瑤溪二十四景，成為文人逸士懷古尋幽的首選地。
清朝宣统三年（1911年），河南士紳又集資重建，因橋在雲桂牌坊附近，所以把該橋稱為雲桂橋。

## 樣貌
现时为伸臂式三跨花岗岩石桥，屬條石簡支結構。其长34.86米，宽3.38米，共38级台阶，橋分3段，桥两旁0.86米高的石护栏上有潜浮花纹装饰，兩邊各有8根造型美觀的石柱，桥顶两侧中央各刻有“云桂”二字的繁体楷书。有4个条石垒砌的桥墩，其中两个砌在河中，桥墩底部呈船型，以减少桥墩对河水的阻力，利潮水泄流。